# Septimontium
(Varrone, De lingua latina, V, 41. )
Il termine latino Septimontium o Settimonzio (ovvero sette monti) era utilizzato dagli antichi Romani sia per indicare una festività religiosa sia, secondo Varrone, per rappresentare anche un concetto territoriale collegato alla città di Roma.

## Etimologia
Basandosi sul testo varroniano, Georg Wissowa ha proposto la tesi secondo la quale il termine rinvia ai Septem Montes, con chiaro riferimento alle sette cime sulle quali la cerimonia aveva luogo.
Per un'altra tesi, il termine deriva da Saepti Montes, ovvero da Monti divisi, con riferimento alle palizzate che proteggevano i primi nuclei abitati.

## Descrizione

### Concetto religioso
Lo scrittore latino Sesto Pompeo Festo riporta una festa che si celebrava l'11 dicembre, durante la quale era vietato l'uso di veicoli trainati da cavalli.
Sembra fosse stata istituita dal re Numa Pompilio e che consistesse in una processione lungo tutti i "sette monti" (da cui il nome di Septimontium) con relativi sacrifici da celebrare presso i siti dei 27 sepolcri degli Argei (che si trovavano appunto su quelle alture) che secondo la tradizione erano gli eroici principi greci che erano giunti nel Lazio al seguito di Ercole. 
La circostanza che la festa fosse originariamente riservata alle sole genti di stirpe latina che abitavano quei luoghi (I Montes contrapposti ai Colles abitati dai Sabini), sembrerebbe una conferma del fatto che si tratti di una festività molto antica, forse anche precedente all'epoca di Numa Pompilio, corrispondente alla prima espansione del centro urbano dal Palatino ai colli circostanti.
Plutarco, che visse tra il I e II secolo d.C., racconta che contrariamente a quanto accadeva per altre festività arcaiche, questa continuava a essere celebrata dai Romani, dal che se ne desumeva l'importanza. E se anche si era persa la certezza per il significato specifico, i più protendevano che con l'ipotesi che si festeggiasse il momento in cui i diversi abitati per la prima volta venivano a formare una città.

### Concetto territoriale
Dal punto di vista territoriale , i "sette monti" non corrispondono ai tradizionali "sette colli": i primi si riferiscono a una fase più antica dell'abitato. Resta dibattuto a quale periodo facesse riferimento il termine; per una tesi il primo centro proto-urbano di Roma sarebbe sorto dall'unione di villaggi pre-urbani, attorno alla prima metà del IX secolo a.C., per un'altra l'attestazione in epoca storica di una festa religiosa sarebbe la prova dell'esistenza di un centro proto-urbano, successivo a quello identificato dalla Roma quadrata.
Il Septimontium propriamente detto era formato dalle seguenti alture, dette montes:
- le due del Palatino (il Palatium e il Cermalus)
- le tre dell'Esquilino (il Fagutal, l'Oppius e il Cispius)[13]
- la Velia, che collegava Palatino ed Esquilino, e che fu in parte spianata nel XX secolo per l'apertura di via dei Fori Imperiali
- il Caelius o Querquetual[16] o la Suburra[17]

Il territorio romano identificato dal Septimontium, inizialmente ristretto ai soli montes, fu allargato in seguito anche ai due colles del Viminale e del Quirinale (quest'ultimo a sua volta includeva Latiaris, Mucialis, Salutaris), compresi nella lista canonica dei "sette colli".

### La Suburra e il Celio
Il riferimento di Sesto Pompeo Festo al Septimontium crea più di un problema interpretativo. 
(Festus 348)
La presenza di otto elementi nel Septimontium appare difficoltoso se si fa riferimento al suo significato territoriale, mentre presenterebbe minori problematiche se riferito al suo significato religioso; in questo caso, si potrebbe ipotizzare che la festività, inizialmente riferita a sette diverse comunità, abbia poi ricompreso un'ottava comunità (Suburra o Celio), senza che questo però comportasse la modificazione del nome. Theodor Mommsen opta per la Suburra nel Septimontium originario (a scapito del Celio). Altri optano per il Celio, non considerando la Suburra propriamente un monte.